# Magnus III de Norvège
Magnús III ou Magnús berfœttr (aux pieds nus) (1073- † dans un combat en Ulster 24 août 1103) roi de Norvège de 1093 à 1103.

## Biographie
Fils naturel de Olav III de Norvège et de Tora Arnesdatter, il prend le trône de Norvège à la mort de son père en 1093, et le partage avec son cousin Håkon Magnusson, fils de Magnus II, le frère de son père, (ces derniers avaient eux-mêmes régné conjointement sur le trône de Norvège de 1066 à 1069, date de la mort de Magnus II) jusqu'à la mort de Håkon en 1095.

## Politique extérieure
Magnus III décide d'organiser une grande expédition navale dans les îles de l'ouest que la Norvège depuis l'époque viking considérait comme une partie intégrante de son territoire.
Le roi Magnus et sa flotte commencent par occuper les Orcades. Il capture les deux Jarls Paul Thorfinnsson et Erlend Thorfinnsson qui sont envoyés en Norvège où ils périront vraisemblablement de maladie en captivité respectivement à Bergen et à Trondheim. Le roi confie alors la royauté des îles du Nord à son jeune fils Sigurd qu’il entoure de conseillers.
En 1098 l’expédition norvégienne fait ensuite route vers le sud et procède à l’occupation du Kintyre de l'île de Man et des Hébrides intérieures. Magnus au passage fait un pèlerinage à Iona.
Lagman, fils de Godred Crovan, roi de l'île de Man et des « Îles », tente de résister dans les Hébrides extérieures mais il est capturé et enchaîné. Le roi Magnus fait ensuite de nouveau route vers le sud ; il organise en 1098 le pillage d’Anglesey et du pays de Galles. Il se heurte à deux comtes anglo-normands Hugues de Montgommery, comte de Shrewsbury dit dans la Saga « Hugues le Brave » et Hugues d'Avranches, comte de Chester, dit « Hugues le Fort ». Le premier est tué au combat. Après cette victoire le roi et sa flotte croisent au large de l’Écosse et il débarque au Kintyre. Un traité aurait été conclu selon la saga avec le roi « Malcolm ».
Magnus signe également un traité d’alliance avec l’Ard ri Érenn et roi de Munster ; Muirchertach Mór mac Toirdhleabhach Ua Briain dont l’une des clauses prévoit le mariage de Biadyamin la jeune fille du roi d’Irlande avec Sigurd le fils de Magnus qui l’accompagnait. 
De retour en Norvège Magnus entre en conflit avec son voisin le roi Inge Ier de Suède. Les Norvégiens sont vainqueurs à la bataille de Foxerne dans le Västergötland et un accord global de paix est signé en 1101 lors d’une rencontre à Konungahella (Kungahälla (sv)) situé à la limite des royaumes des trois rois scandinaves : Inge Ier de Suède, Éric Ier de Danemark et Magnus de Norvège. En gage de paix Magnus épouse une fille d’Inge ; Margrete surnommée à cette occasion "Fredkulla" (i.e Femme de la Paix) 
Après 9 ans de règne le roi Magnus décide de retourner dans les possessions norvégiennes des îles Britanniques. Avec son allié irlandais il prend le contrôle du royaume scandinave de Dublin. Les deux monarques passent l’hiver 1102/1103 à guerroyer au Connacht avant de reprendre leurs projets de conquêtes 
Malheureusement le roi Magnus périt le 24 août lors d’une obscure rencontre en Ulster. Erling un fils du Jarl des Orcades Erland qui l’accompagnait est tué à ses côtés. Le flotte norvégienne se replie alors sur les Orcades et le nouveau roi Sigurd Ier de Norvège décide d’abandonner sa jeune épouse et de rentrer en Norvège à l'automne (1103).

## Unions et descendance
Magnus III de Norvège épousa en 1101 Margrete Fredkulla fille du roi Inge Ier de Suède ; cette union resta sans descendance. Il avait eu antérieurement de nombreux enfants naturels de diverses concubines dont au moins trois fils et deux filles avérés de son vivant:
- Eystein Ier de Norvège fils d'une concubine inconnue.
- Sigurd Ier de Norvège fils de Thora
- Olaf IV de Norvège fils de Sigrid Saxesdatter
- Harald IV de Norvège, fils putatif né d'une Irlandaise.
- Sigurd Magnusson, fils putatif, autoproclamé.
- Raghnild épouse Harald Kesja, prince de Danemark.
- Thora morte en 1175 épouse Loft Sämundsson d'Odde en Islande
- Ingegerd, fille d'Audhild Thorlufsdatter, épouse Hakon Klo des Orcades.

### Sources
- Notices d'autorité :   - VIAF
  - ISNI
  - IdRef
  - LCCN
  - GND
  - Pologne
  - Suède
  - Norvège
- (no) Claus Krag, « Magnus 3 Olavsson Berrføtt », Norsk biografisk leksikon, consulté le 5 octobre 2013.
- (en) Byron J. Nordstrom Dictionary of Scandinavian History, Londres 1986  (ISBN 0313228876) p. 370-371.
- Jean Renaud  La saga des Orcadiens Aubier 1990 (ISBN 2700716426). « L'expédition de Magnus le Déchaux » chapitres XXXIX à XLII.
- (en) Heimskringla de Snorri Sturluson Sagas of the Norse Kings, Everyman's Library, Livre XII « Magnus Barefoot » p. 250-275.
- (en) Knut Gjerset, History Of The Norwegian People, vol. I & II, New York, The Mac Millan Company Andesite Press (réédition), 507 p. (ISBN 9781376361513), p. 303-310, § 51: A revival of the Viking spirit Magnus Barefoot.